# 7,65 × 20 mm Long
Pour les articles homonymes, voir 7,65.

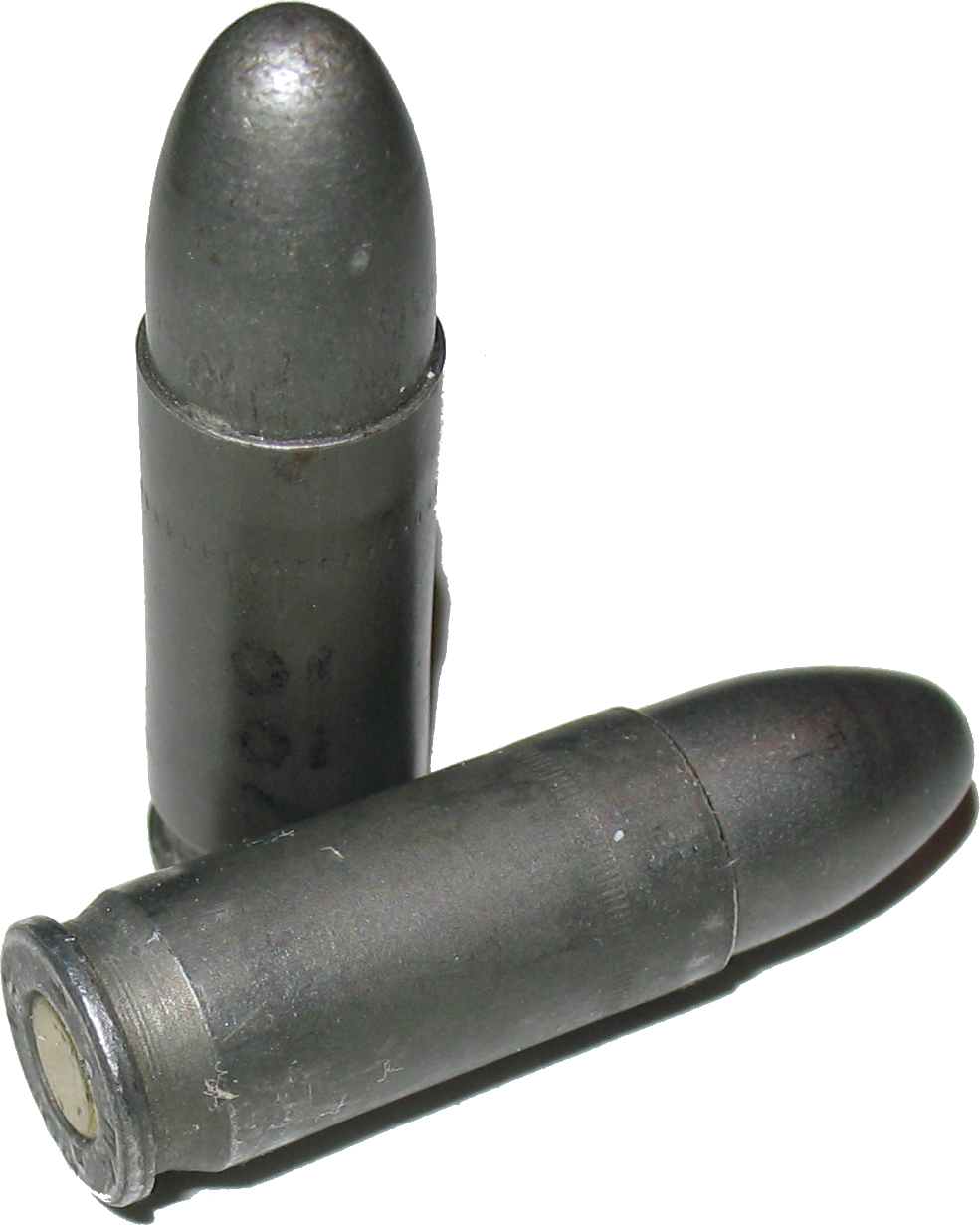
Munitions 7,65 French

La munition 7,65 × 20 mm Long aussi désigné 7,65 MAS et 7,65 French outre-Atlantique pour pistolet et pistolet-mitrailleur MAS 38 fut règlementaire dans l'Armée française, la gendarmerie nationale et la police nationale. Son appellation métrique est 7,65 × 20 mm. Elle fut fabriquée en France, en Tchécoslovaquie et aux États-Unis de 1920 à 1960 environ.

## Données numériques
- Diamètre réel maximal du projectile : 7,82 mm.
- Longueur de l'étui : 20 mm.
- Longueur cartouche : 30,20 mm.
- Vitesse : 340 m/s.
- Énergie : 300 joules.